# Sildefiskeri
|  | Denne artikel er oprettet af botten Steenthbot ud fra en ekstern database. Den kan derfor have sproglige fejl eller mangler. Denne skabelon kan fjernes efter kontrol af indholdet. |

Sildefiskeri er en dansk dokumentarfilm fra 1934 instrueret af Paul Hansen.

## Handling
Især optaget i Julianehåbs Distrikt.
Yderligere oplysninger findes i Carl Nørresteds registrant (p.t. på Karins kontor, 2012)